# Colisão com Nibiru

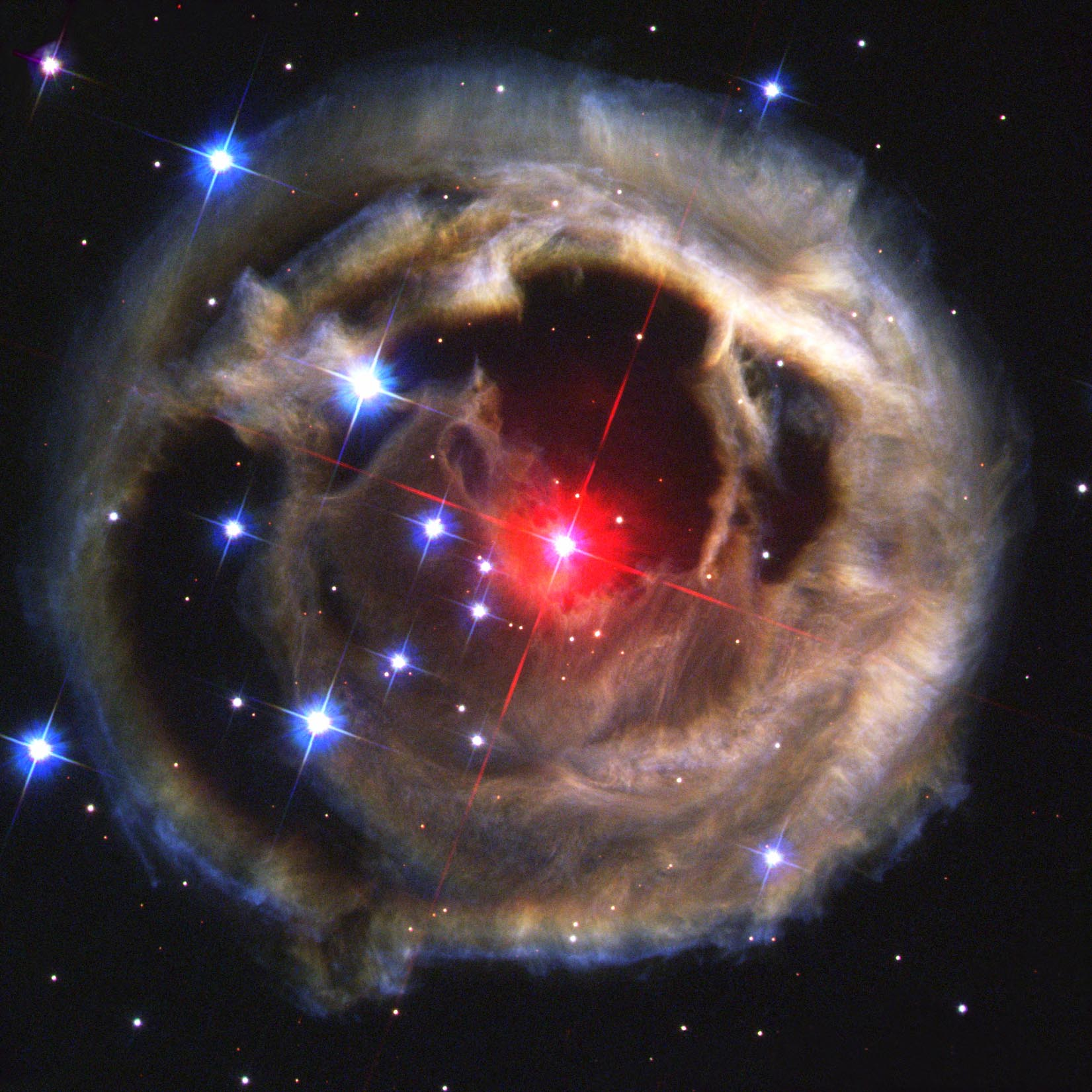
V838 Monocerotis, uma estrela variável acompanhada por um eco de luz, foi erroneamente retratada como um objeto planetário se aproximando em rota de colisão com a Terra.

A colisão com Nibiru é um suposto encontro catastrófico entre a Terra e um grande objeto planetário, que algumas pessoas acreditam que aconteceria no início do século XXI. Acreditando que este evento será o fim do mundo, eles geralmente se referem a esse objeto como Planeta X ou Nibiru . A ideia de que um objeto do tamanho de um planeta irá colidir com a Terra ou passar muito perto dela em um futuro próximo não tem nenhuma evidência científica e é tratada como pseudociência e um boato da internet por astrônomos e cientistas planetários.
A ideia foi apresentada pela primeira vez em 1995 por Nancy Lieder, fundadora do site ZetaTalk. Lieder se descreve como uma contatada com a capacidade de receber mensagens de extraterrestres do sistema estelar Zeta Reticuli através de um implante em seu cérebro. Ela afirma que foi escolhida para alertar a humanidade sobre um objeto que iria varrer o interior do Sistema Solar em Maio de 2003 (embora essa data tenha sido posteriormente adiada), fazendo com que a Terra sofra uma mudança do polo físico que iria destruir a maior parte da humanidade. A previsão posteriormente disseminou-se para além do site de Lieder e foi adotada por numerosos grupos apocalípticos da Internet, a maioria dos quais ligados ao Fenômeno 2012. Embora o nome "Nibiru" seja derivado das obras do antigo escritor astronauta Zecharia Sitchin e suas interpretações das mitologias babilônica e suméria, ele negou qualquer ligação entre seu trabalho e as várias reivindicações de um apocalipse.

## Origem

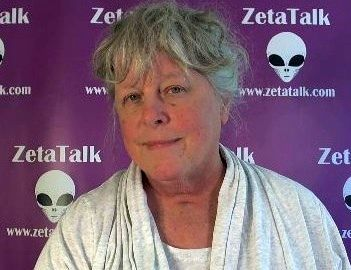
Nancy Lieder

A ideia da colisão com Nibiru originou-se com Nancy Lieder, uma residente do estado de Wisconsin (EUA) que alega que, quando menina, foi contatada por extraterrestres cinzas, chamados zetas, que implantaram um dispositivo de comunicação em seu cérebro. Em 1995 ela fundou o site ZetaTalk para disseminar suas ideias. Lieder recebeu pela primeira vez a atenção do público em grupos de notícias da Internet, durante a preparação para o periélio de Hale-Bopp em 1997. Ela afirmou, alegando ter falado com os Zetas, que "o cometa Hale-Bopp não existe. É uma fraude, cometida por aqueles que querem manter as grandes massas quiescentes até que seja tarde demais. O Hale-Bopp não é nada mais do que uma estrela distante, e não vai se aproximar mais". Ela alegou que a história do Hale-Bopp foi criada para distrair as pessoas da chegada iminente de um grande objeto planetário, o "Planeta X", que logo passaria pela Terra e destruiria a civilização. Quando, após seu periélio, o Hale-Bopp mostrou ser um dos maiores e mais brilhantes cometas observados no século XX, Lieder removeu as duas primeiras frases de sua declaração inicial, embora elas ainda possam ser encontradas nos arquivos do Google. Suas reivindicações, eventualmente, aparecem no New York Times.
Lieder descreveu o Planeta X como tendo aproximadamente quatro vezes o tamanho da Terra, e disse que sua maior aproximação ocorreria em 27 de maio de 2003, fazendo com que a rotação terrestre cessasse por exatamente 5,9 dias terrestres. Isso seria seguido por uma desestabilização do polo da Terra em uma mudança de polos (uma mudança física do polo, com o polo da Terra fisicamente em movimento, em vez de uma inversão geomagnética), causada pela atração magnética entre o núcleo da Terra e do magnetismo que passa pelo planeta. Este, por sua vez, iria perturbar o núcleo magnético da Terra e levaria ao deslocamento posterior da crosta Terrestre.
Depois de Lieder, a primeira pessoa que propagou sua ideia do "Planeta X" foi Mark Hazlewood, um ex-membro da comunidade ZetaTalk, que em 2001 publicou um livro intitulado Blindsided: Planet X Passes in 2003. Lieder viria a acusá-lo de ser um vigarista. Um culto japonês chamado "Wave Laboratory Pana", que bloqueou estradas e rios com panos brancos para se proteger de ataques eletromagnéticos, também advertiu que o mundo acabaria maio de 2003, após a aproximação de um décimo planeta.
Cerca de uma semana antes da suposta chegada do Planeta X, em maio de 2003, Lieder apareceu na rádio KROQ-FM em Los Angeles, e aconselhou os ouvintes a sacrificar seus animais de estimação em antecipação ao evento, como ela havia feito. Isto levou a Fortean Times a concluir que ela tinha matado seu cão para salvá-lo de mais sofrimento durante o deslocamento polar. Mais tarde, em uma entrevista em 2004, ela disse que tinha sacrificado seu cão porque ele estava agindo de forma agressiva. Após a data de 2003 ter passado sem incidentes, Lieder disse que era apenas uma "mentira inocente... para enganar o establishment." Ela se recusou a divulgar a data verdadeira, dizendo que, se assim fizesse, daria a quem está no poder tempo suficiente para declarar lei marcial e manter as pessoas presas nas cidades durante o deslocamento, o que as levaria à morte. Embora Lieder não tenha especificado uma nova data para a volta do objeto, muitos grupos assumiram sua ideia e citaram suas próprias datas. Uma data frequentemente citada era 21 de dezembro de 2012. Esta data tinha muitas associações apocalípticas, como foi o fim de um ciclo (baktun) na contagem de tempo no calendário maia. Vários escritores publicaram livros que ligam a colisão a 2012. Apesar dessa data ter passado, muitos sites ainda afirmam que Nibiru/Planeta X está a caminho da Terra.
Em 2012, Lieder afirmou que o presidente dos Estados Unidos, Barack Obama, inutilmente tentou anunciar a presença de Nibiru perto do sol. Depois de 2012, ela afirmou que vários líderes mundiais tinham a intenção de anunciar a presença de Nibiru perto do sol em 20 de outubro de 2014. Duas semanas depois da suposta data do anúncio, ela alegou que este não ocorreu por causa do temor no meio do establishment.

## Denominações equivocadas
Os crentes no Planeta X/Nibiru deram-lhe vários nomes desde que foi proposto pela primeira vez. Todos são, de fato, nomes para outros objetos reais, hipotéticos ou imaginários do Sistema Solar, que têm pouca semelhança com o planeta descrito por Lieder ou com Nibiru, como descrito por Sitchin.

### Planeta X
Lieder deu o nome de Planeta X ao planeta hipotético que era procurado por astrônomos para explicar discrepâncias nas órbitas de Urano e Netuno. Em 1894, o astrônomo Percival Lowell estava convencido de que os planetas Urano e Netuno tinham pequenas discrepâncias em suas órbitas. Ele concluiu que eles estavam sendo puxados pela gravidade de outro planeta mais distante, que ele chamou de "Planeta X". No entanto, depois de quase um século de busca, não foram encontradas evidências da existência desse objeto (inicialmente acreditava-se que Plutão era o Planeta X, mas mais tarde foi determinado que era pequeno demais).
As discrepâncias permaneceram até a década de 1990, quando o astrônomo Robert Harrington apresentou sua hipótese de um planeta extra além de Netuno com, por exemplo, um eixo semi-principal 101,2 UA e excentricidade 0,411, o que o daria um periélio 59,60, de modo que sua menor distância ao Sol seria uma vez e meia a distância de Plutão.
Seis meses antes de Harrington morrer de câncer na garganta em 1992, o astrônomo Myles Standish mostrou que as supostas discrepâncias nas órbitas dos planetas eram ilusórias, sendo fruto de uma superestimação da massa de Netuno. Quando a massa recém-determinada de Netuno foi usada nas efemérides do Laboratório de Propulsão a Jato (JPL DE), as supostas discrepâncias na órbita uraniana desapareceram - e com elas, a necessidade de um Planeta X. Não há discrepâncias nas trajetórias de quaisquer sondas espaciais, como Pioneer 10, Pioneer 11, Voyager 1 e Voyager 2, que possam ser atribuídas à atração gravitacional de um grande objeto não descoberto no Sistema Solar externo. Hoje, os astrônomos aceitam que o Planeta X, como definido originalmente, não existe.

### Hercólubus
Em 1999, o autor de Nova Era Mestre Rabolú escreveu no seu livro Hercólubus ou planeta vermelho que a estrela de Barnard é na verdade um planeta conhecido pelos antigos como Hercólubus, que teria chegado perigosamente perto da Terra no passado, destruindo a Atlântida, e que se aproximaria novamente da Terra . Lieder posteriormente usou as ideias de Rabolú para reforçar suas alegações.
A distância da estrela de Barnard à Terra foi medida diretamente, sendo 5,98 ± 0,003 anos-luz (56,6 Pm). Ainda que esteja se aproximando da Terra, a Estrela de Barnard não fará a sua maior aproximação do Sol até cerca de 11.700 EC, quando estará a cerca de 3,8 anos-luz.  Isto é apenas um pouco mais perto do que a estrela mais próxima do Sol (Proxima Centauri) está hoje.

### Nêmesis
Os crentes no Planeta X/Nibiru costumam confundi-lo com Nêmesis, uma estrela hipotética proposta pela primeira vez pelo físico Richard A. Muller. Em 1984, Muller postulou que as extinções em massa não eram aleatórias, mas pareciam ocorrer no registro fóssil com uma periodicidade fraca que variava de 26 a 34 milhões de anos. Ele atribuiu esse suposto padrão a uma companheira até então não detectado do Sol, uma anã vermelha escura ou uma anã marrom, em uma órbita elíptica de 26 milhões de anos. Esse objeto, que ele chamou de Nêmesis, passaria uma vez a cada 26 milhões de anos pela nuvem de Oort, a camada de mais de um trilhão de objetos gelados que se acredita serem a fonte de cometas de longo período que orbitam a milhares de vezes a distância de Plutão do Sol. A gravidade de Nêmesis então perturbaria as órbitas dos cometas e as enviaria para o Sistema Solar interno, causando o bombardeio da Terra. No entanto, até o momento, nenhuma evidência direta de Nêmesis foi encontrada. Embora a ideia de Nêmesis pareça semelhante à da colisão com Nibiru, elas são, de fato, muito diferentes, pois Nêmesis, se existisse, teria um período orbital milhares de vezes mais longo e nunca chegaria perto da Terra.

### Sedna ou Éris
Outras pessoas também confundem Nibiru com Sedna (90377 Sedna) ou Éris (136199 Eris), objetos transnetunianos descobertos por Mike Brown em 2003 e 2005, respectivamente. No entanto, apesar de ter sido descrito como um "décimo planeta" em um comunicado de imprensa da NASA, Éris (então conhecida apenas como 2003 UB313) agora é classificada como um planeta anão. Apenas um pouco mais massivo que Plutão, Éris tem uma órbita bem determinada que nunca a aproxima mais da Terra do que 5,5 bilhões de km. Sedna é um pouco menor que Plutão, e nunca chega mais perto da Terra do que 11,4 bilhões de km. Mike Brown acredita que a confusão resulta do Sedna real e do Nibiru imaginário terem órbitas extremamente elípticas.

### Tyche
Outros o associaram a Tyche, o nome proposto por John Matese e Daniel Whitmire, da Universidade da Louisiana em Lafayette, para um objeto que eles acreditam estar influenciando as órbitas dos cometas na nuvem de Oort. Em fevereiro de 2011, Whitmire e seus colegas levaram suas hipóteses ao público em um artigo no The Independent, no qual nomearam o objeto "Tyche" e alegaram que as evidências de sua existência seriam encontradas quando os dados do telescópio infravermelho WISE fossem coletados, levando a um aumento nas chamadas para astrônomos. O nome, foi sugerido após a "boa irmã" da deusa grega Nêmesis, foi escolhido para distingui-lo da hipótese similar de Nêmesis, pois, ao contrário de Nêmesis, Matese e Whitmire não acreditam que seu objeto represente uma ameaça à Terra. Além disso, esse objeto, se existir, teria, como Nêmesis, uma órbita centenas de vezes maior que a proposta para Nibiru, e nunca chegaria perto do Sistema Solar interno. Em março de 2014, a NASA anunciou que a pesquisa do WISE descartou a existência de Tyche como seus proponentes a definiram.

### Cometa Elenin
Alguns associaram Nibiru ao cometa Elenin, um cometa de longo período descoberto pelo astrônomo russo Leonid Elenin em 10 de dezembro de 2010. Em 16 de outubro de 2011, Elenin fez sua aproximação mais próxima da Terra a uma distância de 0,2338 UA (34.980.000 km), que é um pouco mais próxima do que o planeta Vênus. No entanto, no início de sua abordagem mais próxima, as reivindicações espalhadas nos sites de conspiração concluíram que estava em rota de colisão, era tão grande quanto Júpiter ou até uma anã marrom e até que o nome do descobridor, Leonid Elenin, era de fato, código para ELE, ou um Extinction Level Event (evento de nível de extinção).
Embora os tamanhos dos cometas sejam difíceis de determinar sem uma observação cuidadosa, é provável que o cometa Elenin tenha menos de 10 km de diâmetro. O próprio Elenin estima que o núcleo do cometa tem aproximadamente 3 a 4 km de diâmetro. Isso tornaria milhões de vezes menor que o suposto Nibiru. A histeria com um cometa não é incomum. Tentativas foram feitas para correlacionar os alinhamentos de Elenin com o terremoto no Japão em 2011, o terremoto de Canterbury em 2010 e o terremoto no Chile em 2010; no entanto, mesmo descontando o tamanho minúsculo de Elenin, os terremotos são provocados por forças dentro da terra e não podem ser desencadeados pela passagem de objetos próximos. Em 2011, Leonid Elenin fez uma simulação em seu blog, na qual aumentou a massa do cometa para a de uma anã marrom (0,05 massas solares). Ele demonstrou que sua gravidade teria causado mudanças notáveis na órbita de Saturno anos antes de sua chegada ao Sistema Solar interno.
Em agosto de 2011, o cometa Elenin começou a se desintegrar, e, quando se aproximou mais em outubro de 2011, o cometa não era detectado nem mesmo por grandes telescópios terrestres.

### Cometa Ison

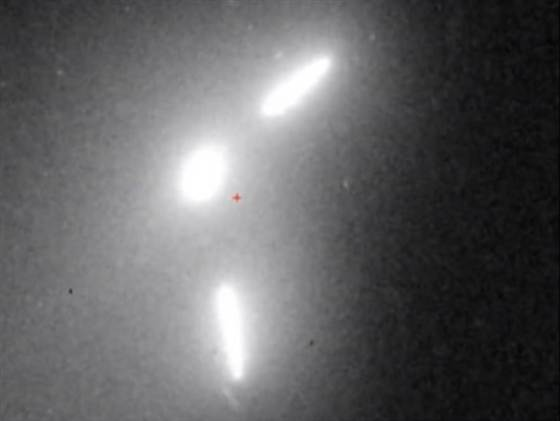
Uma imagem composta do Cometa ISON, que gerou várias reivindicações de OVNIs

Em 21 de setembro de 2012, Vitali Nevski e Artyom Novichonok, usando a Rede Ótica Científica Internacional de Telescópios (ISON), descobriram o cometa C / 2012 S1, conhecido como "Cometa ISON". Esperava-se que sua órbita o levasse a 0,429 UA (64.200.000 km) da Terra em 26 de dezembro de 2013. No entanto, os crentes o vincularam ao cataclismo de Nibiru, alegando que ele atingiria a Terra naquela data ou que fragmentaria e partes dele atingiriam a Terra. Imagens dos "fragmentos" do cometa circulando na Internet mostraram artefatos de câmera. Em 30 de abril de 2013, o Telescópio Espacial Hubble tirou três fotos do cometa ao longo de 12 horas, que foram publicadas como um composto nos arquivos do Hubble. Isso levou a especulações sobre locais de conspiração de que o cometa havia se dividido em três partes, ou mesmo que era um OVNI. Depois que o ISON passou no periélio em 28 de novembro, ele rapidamente começou a desaparecer, deixando muitos suspeitarem que havia sido destruído ao passar pelo sol. Enquanto um remanescente sombrio finalmente retornava ao redor do Sol, geralmente era aceito como uma nuvem de poeira, em vez de um objeto sólido.  Em 2 de dezembro de 2013, o CIOC (Campanha de Observação ISON do cometa da NASA) anunciou oficialmente que o cometa ISON havia se desintegrado completamente. O Telescópio Espacial Hubble falhou em detectar fragmentos do ISON em 18 de dezembro de 2013. Em 8 de maio de 2014, foi publicado um exame detalhado da desintegração do cometa, sugerindo que o cometa se desintegrou completamente horas antes do periélio.

### Planeta Nove

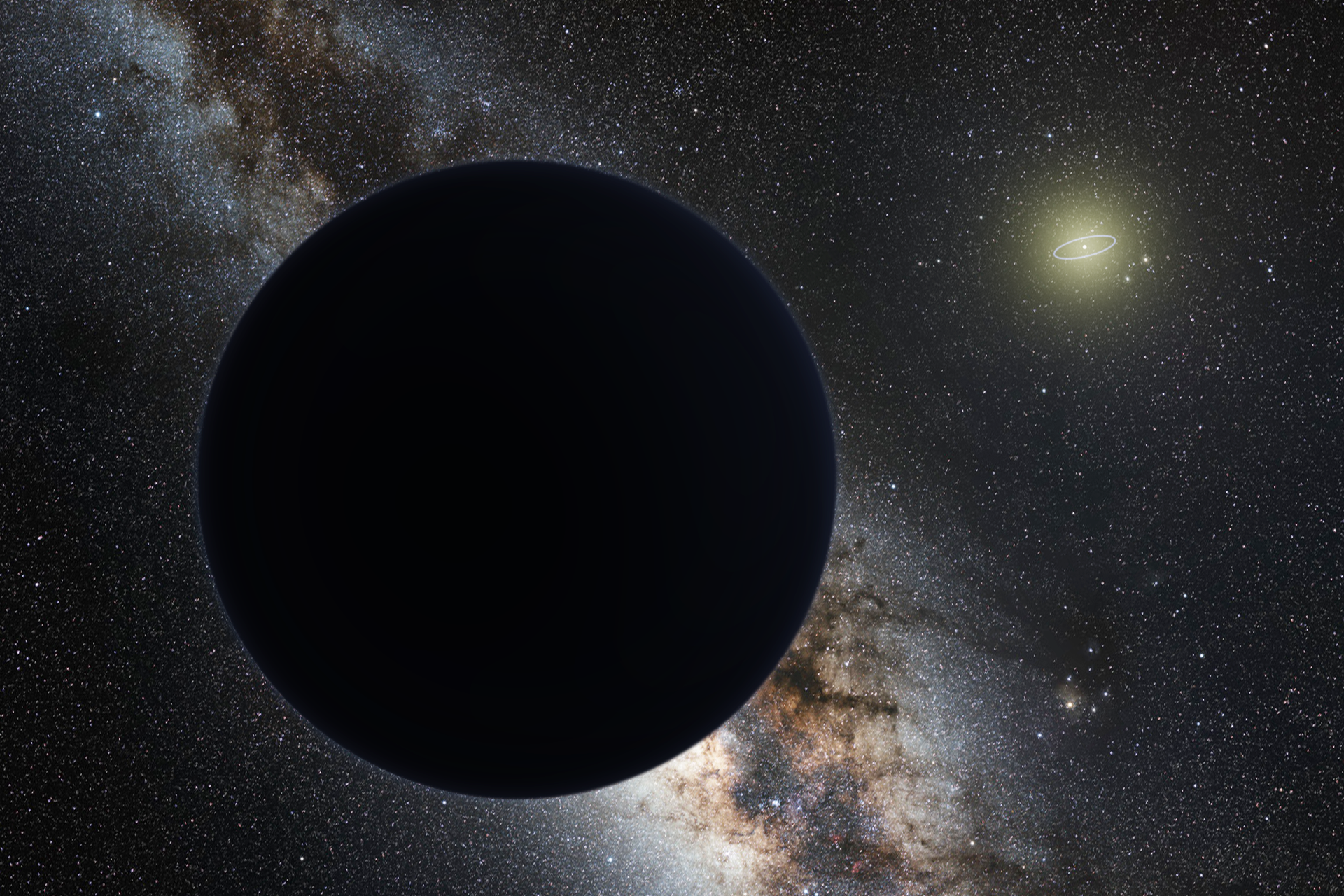
Impressão artística do hipotético Planeta Nove como um gigante do gelo eclipsando a Via Láctea central, com o Sol à distância. A órbita de Netuno é mostrada como uma pequena elipse ao redor do Sol (veja a versão rotulada)

Em março de 2014, os astrônomos Chad Trujillo e Scott Sheppard publicaram um artigo na Nature argumentando que o aparente agrupamento dos argumentos do periélio de objetos transnetunianos distantes sugeria a existência de um grande planeta transnetuniano. Em 20 de janeiro de 2016, Mike Brown e Konstantin Batygin anunciaram que haviam corroborado as descobertas de Trujillo e Sheppard e que acreditavam que o planeta, que eles chamaram de "Planeta Nove", teria uma massa aproximadamente dez vezes a da Terra, e um semi-eixo principal de aproximadamente 400–1500 UA (60–225 bilhões de km). Os crentes na colisão com Nibiru argumentaram imediatamente que isso constituía evidência de suas alegações. No entanto, os astrônomos apontaram que este planeta, se existir, teria um periélio (aproximação mais próxima do Sol) de aproximadamente 200 UA, ou 30 bilhões de quilômetros.
Em março de 2016, os crentes na colisão com Nibiru começaram a sugerir que o mês marcou a data verdadeira da chegada de Nibiru e da destruição da Terra. Nesse mesmo mês, o Monthly Notices da Royal Astronomical Society publicou um artigo de Daniel Whitmire (que havia proposto a existência de Tyche) no qual ele reconsiderou uma versão modificada do modelo Nêmesis que ele havia proposto pela primeira vez em 1985 à luz da especulações recentes sobre a possibilidade de um planeta transnetuniano. A hipótese argumenta que um objeto muito mais próximo do Sol que Nêmesis poderia ter um efeito semelhante se sua órbita precessasse a uma taxa milhares de vezes mais lenta que sua velocidade real, o que significaria que ele só poderia interagir com o cinturão de Kuiper a cada 27 milhões de anos, potencialmente enviando cometas para o Sistema Solar interno e desencadeando extinções em massa. No entanto, o artigo havia sido publicado inicialmente online em novembro de 2015, antes de Brown e Batygin tornarem-se públicos com o Planeta Nove, e diz respeito a um objeto diferente muito mais próximo do Sol (100 UA vs. ~ 600 UA); O Planeta Nove, se existir, está muito longe, diz Brown, para ter esse efeito no cinturão de Kuiper.  No entanto, um artigo no tablóide britânico The Sun (republicado posteriormente no New York Post) fundiu as três ideias de Nibiru, Planeta Nove e planeta de Whitmire para sugerir que não apenas o Planeta Nove havia sido encontrado, mas que seria colidem com a Terra no final de abril, o que resultou em Batygin recebendo um aumento nas chamadas de pânico. Em outubro de 2017, o divulgador científico Pat Brennan escreveu que este planeta não tem chance de colidir com a Terra.

### 2016 WF9
Em 27 de novembro de 2016, o projeto NEOWISE da NASA identificou 2016 WF9, um asteroide próximo à Terra de classe Apollo que eles calcularam que passaria pela Terra em 25 de fevereiro de 2017 a uma distância de 0,3407 UA (50.970.000 km). Em 25 de janeiro de 2017, os tabloides britânicos, inicialmente o Daily Mail, publicaram uma matéria afirmando que "o autônomo astrônomo russo Dr. Dyomin Damir Zakharovich" (por cuja existência o Daily Mail não podia atestar) disse que o WF9 era de fato uma parte desmembrada do sistema Nibiru que estava a caminho de colidir com a Terra.

## Rejeição científica
Astrônomos rejeitam a ideia de Nibiru, e fizeram esforços para informar ao público de que não há nenhuma ameaça para a Terra. Eles apontam que tal objeto tão perto da Terra seria facilmente visível a olho nu. Um planeta como Nibiru criaria efeitos visíveis nas órbitas dos planetas exteriores. Alguns são contra isso, afirmando que o objeto foi escondido atrás do Sol durante vários anos, mas isso seria geometricamente impossível.

## Influência cultural
Uma campanha de marketing viral do filme 2012 da Sony Pictures, dirigido por Roland Emmerich, que retrata o fim do mundo no ano de 2012, apresentou um suposto aviso do "Institute for Human Continuity", que listou a chegada do Planeta X como um de seus cenários apocalípticos. Mike Brown atribuiu um aumento nos e-mails e telefonemas preocupados que recebeu do público a este site.
O cineasta dinamarquês Lars von Trier se inspirou em Nibiru para seu filme apocalíptico,Melancholia de 2011.
Um planeta chamado "Nibiru" fez uma aparição no filme Star Trek Into Darkness, que foi conectado ao cataclismo na imprensa.
Nibiru foi um longo arco de história em Scooby-Doo! Mystery Incorporated, finalmente revelou ser um alinhamento planetário periódico que permitia a passagem extradimensional de Anunnaki para a Terra e permitiria que um membro maligno de sua espécie no século XXI destruísse o universo da Terra.